# ハイランドシティ松本
ハイランドシティ松本（ハイランドシティまつもと）は、長野県松本市双葉に所在し、イオンリテール株式会社が開発・運営を行っているエンクローズドモール型ショッピングセンターである。
核店舗のイオン南松本店と専門店街の「ハートフルタウンなんなん」で構成される。なお、表向きにはハイランドシティ松本と呼ばれることは少なく、単にイオン南松本店と呼称される。

## おもなテナント
- サイゼリヤ
- ミスタードーナツ
- セリア
- グリーンボックス
- タカキュー
- ハニーズ
- 未来屋書店 (Life with BOOKS)
- モーリーファンタジー

## 競合店
- 南松本ショッピングセンター(イトーヨーカドー南松本店が核店舗であり、アルピコグループが開発)
- 井上百貨店(地元の百貨店)
- アイシティ21(上記の井上百貨店が山形村に展開する郊外型ショッピングセンター)
- アルピコプラザ
- イオンタウン信州山形

## 周辺施設
公共施設が隣接しているほか、周辺には団地なども多い。
- 松本市南部図書館
- 松本市南部体育館
- 信濃むつみ高等学校
- 松本市総合社会福祉センター
- 長野県営南松本団地
- 松本市営南松本団地
- 長野県営双葉町団地

## アクセス

### 鉄道
- JR篠ノ井線南松本駅より徒歩5分程度。

### バス
- 南部循環線（運行：アルピコ交通バス）、松本市西部地域コミュニティバスの南松本・山形線で『イオン南松本ショッピングセンターバス停』すぐ
  - 南部循環線は、イオン南松本ショッピングセンター→南松本駅前→ライフスクエアコモ庄内→相澤病院→松本駅アルプス口→両島→笹部団地→双葉→イオン南松本ショッピングセンターの順の一方ルートで走るため逆方向はない。
  - 尚、次に停まる『なんなんひろばバス停』でもアクセス可能。
  - この他にも近くの宮田前踏切を渡りしばらく歩くとあるアルピコ交通バス寿台線『南出川バス停』からもアクセス可能である。

### 自家用車
- 国道19号野溝交差点から東に曲がり、すぐ。